# Fidalgův ostrov
Fidalgův ostrov se nachází v okrese Skagit v americkém státě Washington, asi 126 km severně od města Seattle. Na východě ho od pevniny odděluje Swinomišský kanál, na jihu od Whidbeyho ostrova Klamný průliv. Své jméno nese po španělském průzkumníkovi a kartografovi Salvadoru Fidalgovi, který jej objevil v roce 1790.
Největší město na ostrově je Anacortes s populací 14 557 v roce 2000. Celková populace ostrova byla v roce 2000 20 700 obyvatel. Ostrov je spojen několika trajekty se Sidney v Kanadě a s několika přístavy v souostroví svatého Jana.

## Geografie
Fidalgův ostrov má rozlohu 106,684 km² a nachází se na něm několik významných jezer, např. Píšťalové jezero.

## Historie
Fidalgův ostrov původně obývali Samišové a Swinomišové.
Své jméno nese po španělském kartografovi a objeviteli Salvadoru Fidalgovi, který jej objevil v roce 1790 s flotilou Francisca de Elizy. Později zjistil Charles Wilkes, že se jedná o ostrov, což, díky jeho blízkosti k pevnině, není tak lehké poznat. Pojmenoval ho po veliteli Oliveru Perrym, který vyhrál bitvu o Erijské jezero v Britsko-americké válce, nejvyšší horu ostrova pak pojmenoval Mount Erie. Když Henry Kellett v roce 1847 přeuspořádal britské mapy, přejmenoval ostrov na Fidalgův. Hora Mount Erie ale o své jméno nepřišla.
Osazení ostrova dosáhlo vrcholu v padesátých letech předminulého století kvůli zlaté horečce ve Fraserově kaňonu a na konci devatenáctého století kvůli spekulacím, že by se ostrov mohl stát západním koncem železnice Northern Pacific Railroad. Nyní je oblast důležitým rybářským a dřevařským centrem.

## Doprava
V roce 1924 spojil Fidalgův ostrov s Whidbeyho ostrovem trajekt, který ale v roce 1935 nahradil most Deception Pass Bridge. Dnes se na ostrově nachází hlavní trajektový terminál, kde zastavují trajekty na trasách mezi souostrovím svatého Jana a pevninou.